# El Naranjito (Tabasco)
El Naranjito es un ejido del municipio de Balancán ubicado en la subregión de los Ríos del estado mexicano de Tabasco.

## Geografía
La localidad se ubica a 41.3 kilómetros (en dirección este) de la localidad de Balancán de Domínguez, la cabecera y lugar más poblado del municipio. Se sitúa en las coordenadas geográficas 17°50′06″N 91°08′53″O / 17.835000, -91.148056, a una elevación de 59 metros sobre el nivel del mar.

## Demografía
Según el Conteo de Población y Vivienda 2020, efectuado por el Instituto Nacional de Estadística y Geografía, la localidad de El Naranjito tiene 633 habitantes, de los cuales 320 son del sexo masculino y 313 del sexo femenino. Su tasa de fecundidad es de 2.66 hijos por mujer y tiene 182 viviendas particulares habitadas.
| Gráfica de evolución demográfica de El Naranjito entre 1970 y 2020 |
|                                                                    |
| INEGI.                                                             |